# Bogna Sworowska
Bogna Sworowska (ur. 10 maja 1967 w Warszawie) – polska modelka, II wicemiss Miss Polonia 1987.

## Życiorys

### Kariera
W wieku 16 lat zaczęła pozować do zdjęć Lidii Popiel i Marka Czudowskiego. Nawiązała współpracę z domem mody Moda Polska, którego stała się jedną z rozpoznawalnych modelek. W 1983 wyjechała do Mediolanu, gdzie uczestniczyła w pokazach mody i sesjach zdjęciowych.
Między wyjazdami do Mediolanu a współpracą z Modą Polską, w 1987 wzięła udział w wyborach Miss Polonia. Podczas finału konkursu zdobyła dwa tytuły: II Wicemiss oraz Miss Foto, dzięki czemu wygrała m.in. wycieczkę do Chicago. Podczas pobytu w Stanach Zjednoczonych zgłosiła się do profesjonalnej agencji modelek, dzięki czemu zaczęła pracować na amerykańskich wybiegach. Podpisała również kontrakt z agencją modelek w Paryżu. W lutym 1990 pojawiła się na okładce amerykańskiej edycji „Playboya”, zostając pierwszą (i dotychczas jedyną Polką), która tego dokonała.
W 1998 zakończyła, trwającą blisko 15 lat, karierę międzynarodową. Po niespodziewanej śmierci swojego partnera powróciła do Polski, po czym ponownie wyjechała do Francji, gdzie pracowała przez dwa lata w biurze architektury dekoracyjnej w dziale marketingu i komunikacji społecznej. W 1998 założyła z przyjaciółką agencję public relations. W 1999 na stałe powróciła do Polski, a do maja pełniła funkcję rzecznika prasowego stacji telewizyjnej TVN.

### Życie prywatne
Była związana z rosyjskim przedsiębiorcą o imieniu Siergiej, który został zastrzelony w Paryżu. Z kolejnego związku modelka ma syna Ivana (ur. 2004), którego urodziła w wyniku procedury in vitro. Obecnie związana jest z artystą plastykiem Rafałem Olbińskim.
Mieszkała i pracowała we Włoszech, USA i Francji. Od 1999 przebywa w Polsce.